# Tarana (India)
Tarana è una suddivisione dell'India, classificata come nagar panchayat, di 21.455 abitanti, situata nel distretto di Ujjain, nello stato federato del Madhya Pradesh. In base al numero di abitanti la città rientra nella classe III (da 20.000 a 49.999 persone).

## Geografia fisica
La città è situata a 23° 19' 60 N e 76° 1' 60 E e ha un'altitudine di 489 m s.l.m..

## Società

### Evoluzione demografica
Al censimento del 2001 la popolazione di Tarana assommava a 21.455 persone, delle quali 11.021 maschi e 10.434 femmine. I bambini di età inferiore o uguale ai sei anni assommavano a 3.382, dei quali 1.752 maschi e 1.630 femmine. Infine, coloro che erano in grado di saper almeno leggere e scrivere erano 14.163, dei quali 8.340 maschi e 5.823 femmine.